# Axioma do par
O axioma do par diz que, dados dois conjuntos, existe um conjunto no qual esses dois conjuntos são elementos.
Em termos um poucos mais técnicos, sejam A e B conjuntos quaisquer (que podem ser iguais). Então existe um conjunto C tal que {\displaystyle A\in C\,} e {\displaystyle B\in C\,}.
Nota: existem formulações alternativas do axioma, que dizem que C não tem outro elemento além de A e B, e que C é único, mas, junto com os axiomas da extensão e da separação, mostra-se que essas formulações são equivalentes.
Em linguagem matemática, o axioma se escreve assim:
{\displaystyle \forall x,y\ \exists z\ (x\in z\land y\in z)\,}
Usando-se os axiomas da extensão e da separação, chega-se ao seguinte teorema:
{\displaystyle \forall x,y\ \exists !z\ (x\in z\land y\in z\land \forall w\ (w\in z\rightarrow (w=x\lor w=y)))\,}
Esboço da prova: o axioma da separação é usado para construir, a partir do z que existe, o conjunto
{\displaystyle \{w\in z:w=x\lor w=y\}\,}
e o axioma da extensão garante que todos conjuntos z que satisfazem {\displaystyle x\in z\land y\in z\land \forall w\ (w\in z\rightarrow (w=x\lor w=y))\,} são iguais.
Como esse conjunto que tem o par de conjuntos como elementos é único, podemos dar um nome para ele, a saber:
{\displaystyle \{x,y\}\,}
Como nada nos axiomas obriga x a ser diferente de y, definimos também:
{\displaystyle \{x\}=\{x,x\}\,}